# 東京きりぎりす
「東京きりぎりす」（とうきょうきりぎりす）は、2003年7月16日に発売された前田有紀の4枚目のシングル。

## 解説
レコード会社をテイチクからzetimaに移籍した。

## 収録曲
1. 東京きりぎりす（4分00秒）
作詞：さいとう大三／作曲：田尾将実／編曲：竜崎孝路・金沢重徳
2. 帰りそびれた故郷は（3分49秒）
作詞：上田紅葉／作曲：田尾将実／編曲：竜崎孝路
3. 東京きりぎりす (オリジナル・カラオケ)
4. 帰りそびれた故郷は (オリジナル・カラオケ)